# Ted W. Brown
Ted W. Brown (* 19. April 1906; † 20. August 1984 in Columbus, Ohio) war ein US-amerikanischer Politiker (Republikanische Partei). Er begann seine politische Laufbahn 1933 mit seiner Wahl zum Clark County Recorder – ein Posten, welchen er zwei Amtszeiten innehatte. 1950 wurde er zum ersten Mal zum Secretary of State von Ohio gewählt. Brown wurde achtmal infolge wiedergewählt. Bei seiner zehnten Wiederwahlkandidatur erlitt er eine Niederlage gegenüber dem Demokraten Anthony J. Celebrezze junior. Er bekleidete den Posten von 1951 bis 1979. Bei den republikanischen Vorwahlen im Jahr 1964 für einen Sitz im US-Senat erlitt er eine Niederlage. Brown wurde von seiner Ehefrau und seinen drei Töchtern überlebt.